# Museo Arqueológico de Corfú
El Museo Arqueológico de Corfú es uno de los museos de Grecia. Se encuentra ubicado en la isla de Corfú, perteneciente al archipiélago de las islas Jónicas. Desde 1967 se encuentra en un edificio de dos plantas que fue reformado entre 2012 y 2016 y volvió a abrir nuevamente sus puertas a finales de 2018.
Contiene una serie de piezas arqueológicas de la isla, entre las que abundan los objetos procedentes de la antigua ciudad de Corcira.

## Colecciones
Una sección de la colección expone los objetos prehistóricos hallados en la isla desde el paleolítico hasta la Edad del Bronce. Otra sala alberga hallazgos pertenecientes a la época de la fundación de la antigua ciudad de Corcira —que tuvo lugar a finales del siglo VIII a. C.— que muestran su origen y sus relaciones con otras ciudades griegas.
Por otra parte, se expone la evolución de la ciudad entre los siglos VII a. C. y IV d. C. Destaca su apogeo durante la época arcaica y principio de la clásica, hasta que con la guerra del Peloponeso se inició una época de declive. Tuvo una breve recuperación durante algunos siglos del dominio romano. La exposición de esta parte de la colección se distribuye en diferentes unidades temáticas que incluyen la vida cotidiana, los usos funerarios, las prácticas religiosas, las actividades económicas y las instituciones de la ciudad. Muestran hallazgos procedentes de los templos, las casas, el ágora, las necrópolis, el puerto, los santuarios y otros edificios de la antigua Corcira así como de otros lugares de la isla.
Entre las piezas más destacables se hallan el gran frontón occidental del templo de Artemisa —se trata del más antiguo relieve de un frontón conocido de la arquitectura griega—, un monumento funerario llamado «león de Menécrates», de finales del siglo VII a. C., la cabeza de un kuros de la época arcaica, una estatuilla de bronce de un comastas, también de la época arcaica, un capitel dórico con una inscripción, conocido como «capitel de Xembares», la estela funeraria de Arniadas y una estatuilla de bronce de un hombre joven de época romana.
|                                            |
| Frontón occidental del templo de Artemisa. |

|                                              |
| El león funerario de la tumba de Menécrates. |

|                      |
| Armadura de hoplita. |

|                                                                                            |
| Pieza de cerámica de figuras rojas que representa un sátiro y una ménade (hacia 500 a. C.) |

|                                                                       |
| Frontón de un templo con la representación de un simposio dionisíaco. |